# Verlustangst
Als Verlustangst (althochdeutsch Farlust = das Abhandenkommen) wird eine Form der Angst bezeichnet, die bei dem Gedanken an den Verlust oder die Abwesenheit einer wichtigen Bezugsperson aufkommen kann. Oft wird im Zusammenhang mit Verlustangst die Störung mit Trennungsangst (F93.0) genannt, die seit Erscheinen des DSM-5 auch im Erwachsenenalter vergeben werden kann (separation anxiety disorder). Eine der dort genannten diagnostischen Kriterien ist die anhaltende und übermäßige Besorgnis über den Verlust von Bezugspersonen oder darüber, dass diesen etwas zustoßen könnte, etwa Krankheit, Verletzung, Unheil oder Tod.
Die Entstehung von Verlustangst ist komplex und kann auf verschiedene Ursachen zurückgeführt werden. Ungünstige Rahmenbedingungen umfassen beispielsweise Bezugspersonen, die überfordert sind, Probleme nicht erkennen oder ihre Emotionen nicht angemessen ausdrücken können. Auch eine Erziehung, die zur Unselbstständigkeit führt oder das Selbstwertgefühl schwächt, begünstigt die Entwicklung von Verlustängsten. Diese Angst kann zudem durch einschneidende Erlebnisse wie die Scheidung der Eltern, inkonsistente Erziehungsstile oder andere Verlusterfahrungen verstärkt werden. Kinder, die häufig in elterliche Konflikte verwickelt werden, können das Gefühl entwickeln, sich zwischen den Eltern entscheiden zu müssen und dadurch einen Elternteil verlieren zu können. Wenn ein Elternteil nach einer Trennung schlecht über den anderen spricht kann dies die Verlustangst des Kindes verstärken.